# يي لوين
يي لوين (بالبورمية: ရဲလွင်)‏ هو مغن مؤلف ميانماري، ولد في ديسمبر 1947 في Paungde Township ‏ في ميانمار، وتوفي في 10 يوليو 2018 في يانغون في ميانمار بسبب سرطان الكبد.